# Noerdingen
Noerdingen (auch Nördingen, luxemburgisch Näerdenⓘ, französisch Noerdange) ist ein luxemburgisches Dorf mit 599 Einwohnern in der Gemeinde Beckerich im Kanton Redingen.
Die Ortschaft wird vom Bach Näerdenerbaach durchflossen.
Die Ortschaft besaß einen Bahnhof an der Bahnstrecke Petingen–Ettelbrück (Attertstrecke), an dem die  Schmalspurbahn nach Martelingen abzweigte. Beide Strecken sind heute stillgelegt.

## Einzelnachweis
1. ↑  Population par localité - Population per locality. In: data.public.lu. Abgerufen am 22. Oktober 2021 (französisch, englisch).